# Liste des entraîneurs de la Jeunesse sportive de Kabylie

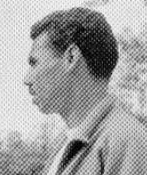
Abdelaziz Ben-Tifour (1970-1971)
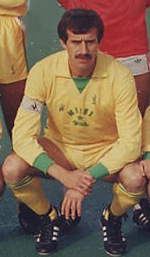
Ali Fergani (1990-1991)
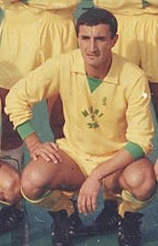
Djamel Menad entraineur-joueur (1994-1996)
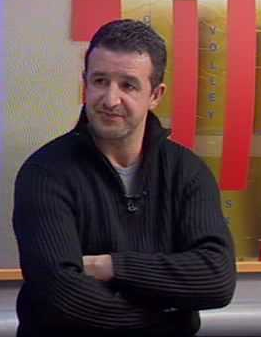
Moussa Saïb (2007-2008 et 2011)
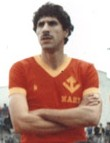
Meziane Ighil (2011-2012)
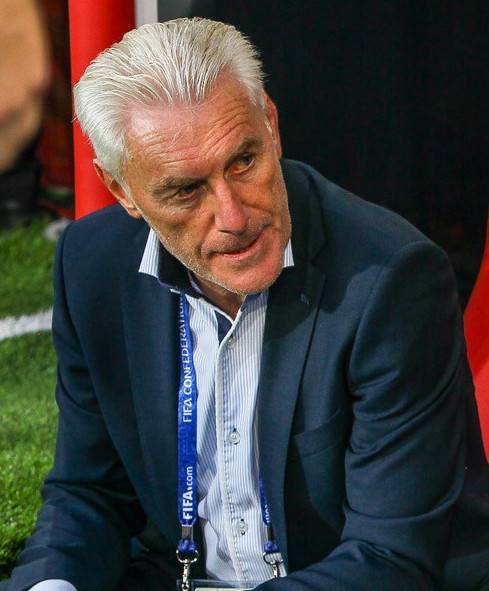
Hugo Broos (Année 2014)
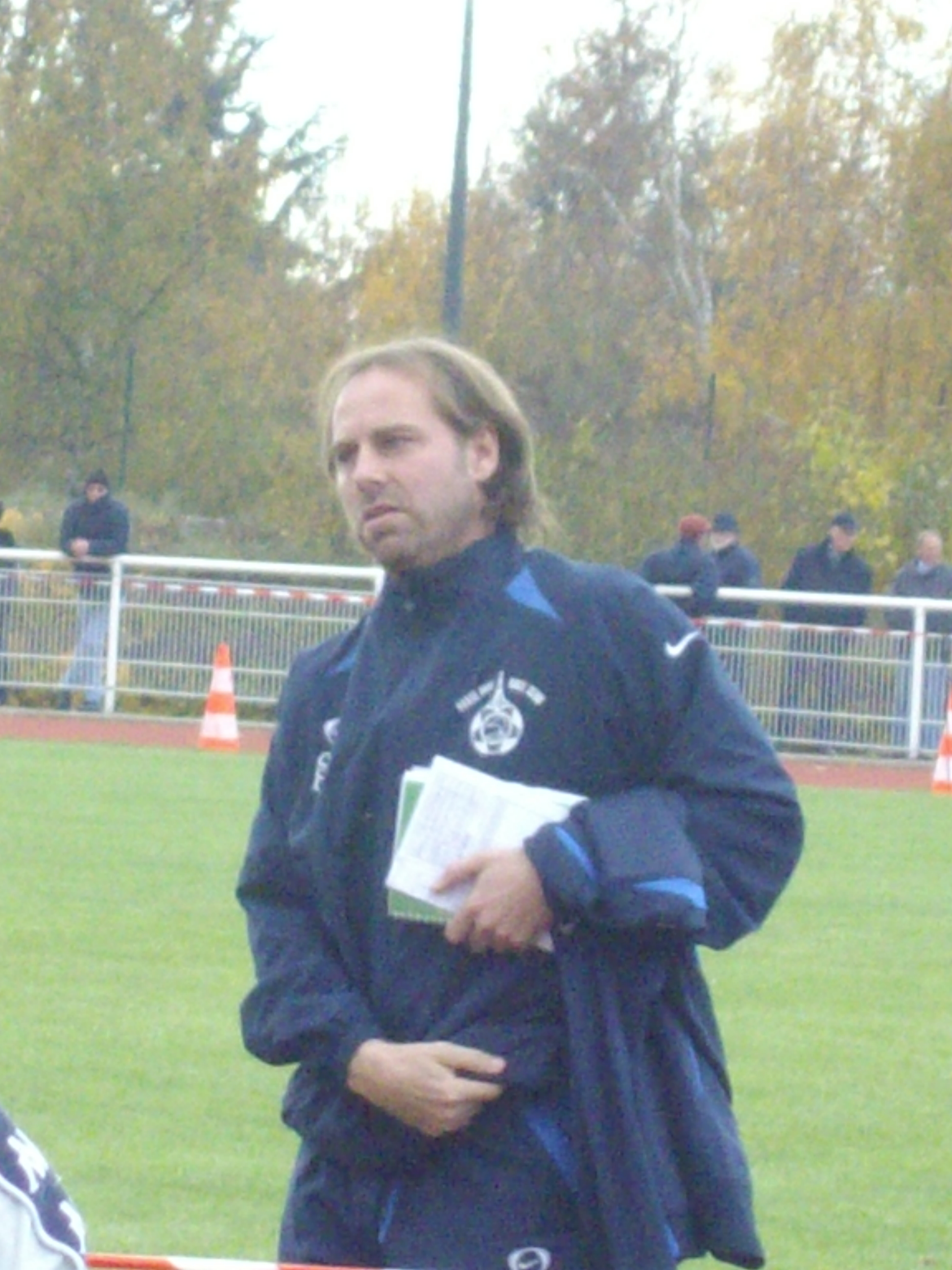
Jean-Guy Wallemme (Année 2015)
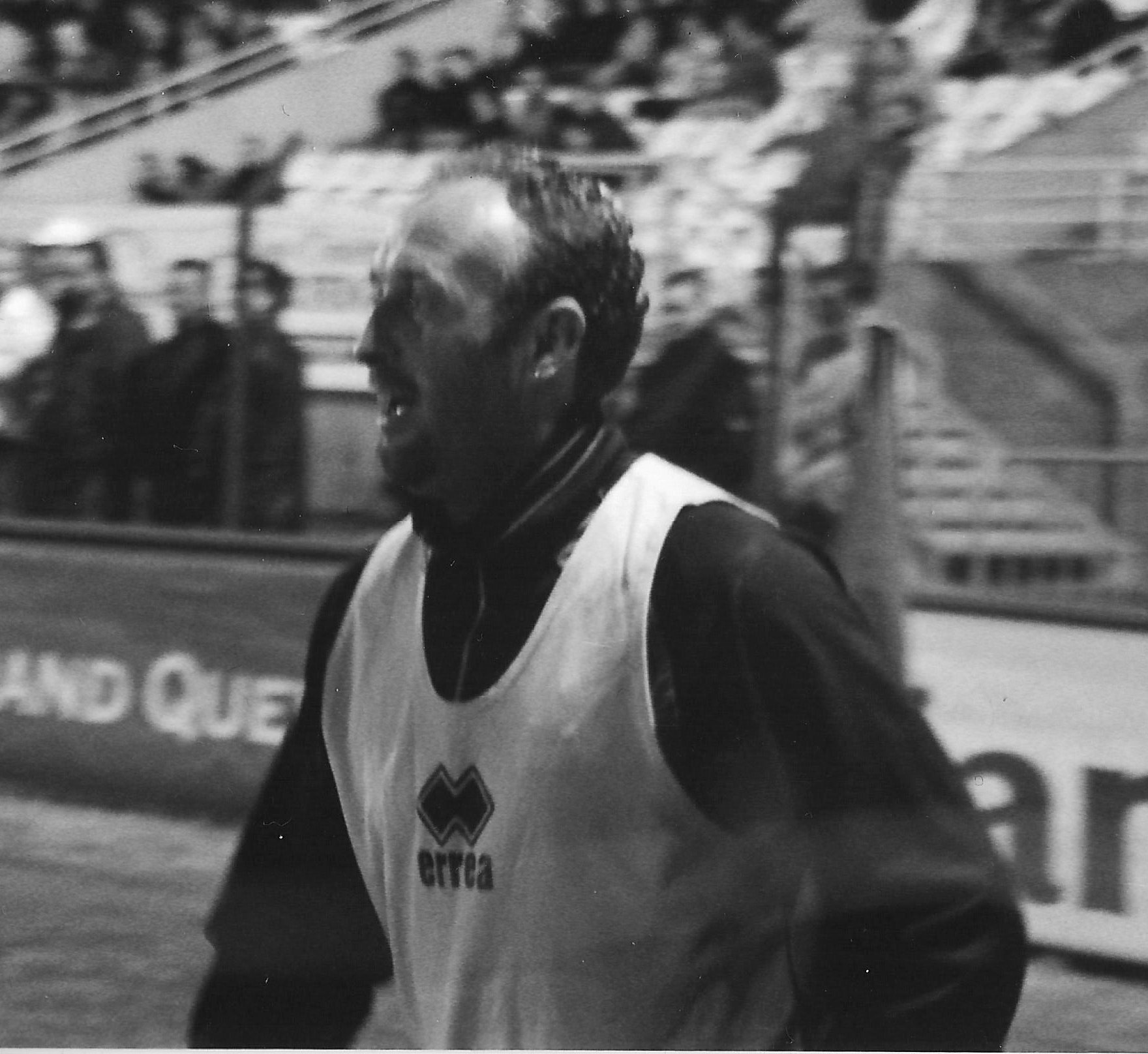
Franck Dumas (2018-2019)
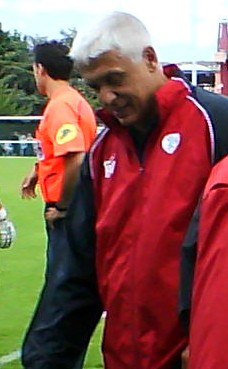
Hubert Velud (2019-2020)

 (octobre 2020).
Si vous disposez d'ouvrages ou d'articles de référence ou si vous connaissez des sites web de qualité traitant du thème abordé ici, merci de compléter l'article en donnant les références utiles à sa vérifiabilité et en les liant à la section « Notes et références ».
Cet article recense la liste des entraîneurs de la Jeunesse Sportive de Kabylie. Depuis la création de la JSK en 1946, il y a eu 86 changements d’entraîneurs. Ils ont concerné 76 personnes différentes.
Le club a connu pas moins de 19 duos d'entraîneurs durant son histoire.
On compte 31 entraîneurs étrangers, dont 12 français.
Un bon nombre d'entraîneurs sont passés par le club kabyle; certains ont même entraîné la JSK plusieurs fois comme Hassan Hamoutène, Christian Manjou, Abderrahmane Boubekeur, Jean-Yves Chay, Moussa Saïb, Azzedine Ait Djoudi, Mahieddine Khalef, Mourad Karouf, Nacer Sandjak, Mourad Rahmouni et Youcef Bouzidi.
Le record de longévité est attribué à Stefan Zywotko (1977- décembre 1991, 14 ans et 6 mois).
Le plus titré est Mahieddine Khalef avec 13 titres.
Sauf indication contraire, les périodes indiquées dans le tableau suivant commencent et se terminent respectivement en début et fin de saison.
Pas d'activité entre 1956 et 1962 pour cause de Guerre d'Algérie.
| Rang | Entraîneur                                  | Période                        |
| 1    | Ali Benslama                                | 1946-1948                      |
| 2    | Hassan Hamoutène                            | 1948-1949                      |
| 3    | Khelifa Belhadj                             | 1949-1951                      |
| 4    | Mansour Abtouche Lounes Boukersi            | 1951-1952                      |
| 5    | Hassan Hamoutène                            | 1952-1956                      |
| 5    | Hassan Hamoutène                            | 1962-1963                      |
| 6    | Saïd Hassoun                                | 1963-1964                      |
| 7    | Gyula Leneïr                                | 1964-1965                      |
| 8    | Hassan Hamoutène                            | 1965-novembre 1965             |
| 9    | Belkacem Allouche                           | décembre 1965-1966             |
| 10   | Mahdi Defnoun                               | 1966-1967                      |
| 11   | Ali Benfadah                                | 1967-1969                      |
| 12   | Lemaître                                    | 1969-1970                      |
| 13   | Abdelaziz Ben Tifour Abderrahmane Boubekeur | 1970-1971                      |
| 14   | Abderrahmane Boubekeur                      | 1971-1972                      |
| 15   | Virgil Popescu                              | 1972-1973                      |
| 16   | Jovan Cestić                                | 1973                           |
| 17   | Petre Mindru                                | 1973-1974                      |
| 18   | Bazil Marian                                | 1974-décembre 1974             |
| 19   | Christian Manjou Abderrahmane Boubekeur     | décembre 1974-mars 1975        |
| 20   | Amar Rouaï                                  | mars 1975-1975                 |
| 21   | Christian Manjou Abderrahmane Boubekeur     | 1975-janvier 1976              |
| 22   | Abderrahmane Boubekeur                      | janvier 1976-1976              |
| 23   | André Nagy                                  | 1976-décembre 1976             |
| 24   | Mahieddine Khalef Djaâfar Harouni           | janvier 1977-juillet 1977      |
| 25   | Mahieddine Khalef Stefan Zywotko            | 1977-1990                      |
| 26   | Ali Fergani Stefan Zywotko                  | 1990- décembre 1991            |
| 27   | Nour Benzekri Mohamed Younsi                | 1991-1992                      |
| 28   | Noureddine Saâdi                            | 1992-avril 1994                |
| 29   | Djaâfar Harouni Djamel Menad                | avril 1994-1996                |
| 30   | Brahim Ramdani Hamid Zouba                  | 1996-1997                      |
| 31   | Kamel Mouassa Nourredine Aït-Mouloud        | 1997-1999                      |
| 32   | Mustapha Biskri Mourad Rahmouni             | 1999-décembre 1999             |
| 33   | Rachid Adghigh Janko Guelov                 | décembre 1999-2000             |
| 34   | Nedjmeddine Belayachi                       | juillet 2000- novembre 2001    |
| 35   | Mahieddine Khalef Nacer Sandjak             | novembre 2000-avril 2001       |
| 36   | Djaâfar Harouni                             | avril 2001-2001                |
| 37   | Kamel Mouassa                               | 2001-2002                      |
| 38   | Jean-Yves Chay                              | 2002-février 2003              |
| 39   | Djaâfar Harouni                             | février 2003-2003              |
| 40   | Amou Hakim                                  | 2003-novembre 2003             |
| 41   | Azzedine Aït Djoudi Moussa Saïb             | novembre 2003-2004             |
| 42   | Kamel Mouassa Moussa Saïb                   | 2004-décembre 2004             |
| 43   | Christian Coste Kamel Aouis                 | décembre 2004-2005             |
| 44   | René Taelman                                | 2005-décembre 2005             |
| 45   | Jean-Yves Chay                              | décembre 2005-2006             |
| 46   | Carlos da Cunha                             | 2006-octobre 2006              |
| 47   | Azzedine Aït Djoudi                         | octobre 2006-2007              |
| 48   | Moussa Saïb                                 | 2007-2008                      |
| 49   | Alexandru Moldovan                          | 2008-novembre 2008             |
| 50   | Younès Ifticen                              | novembre 2008-2009             |
| 51   | Jean-Christian Lang                         | 2009-novembre 2009             |
| 52   | Mourad Karouf                               | novembre 2009-janvier 2010     |
| 53   | Alain Geiger                                | janvier 2010-décembre 2010     |
| 54   | Rachid Belhout                              | décembre 2010-juin 2011        |
| 55   | Moussa Saïb                                 | juin 2011-août 2011            |
| 56   | Meziane Ighil                               | septembre 2011-janvier 2012    |
| 57   | Mourad Karouf                               | janvier 2012-juin 2012         |
| 58   | Enrico Fabbro                               | juin 2012-novembre 2012        |
| 59   | Nacer Sandjak                               | 20 novembre 2012- avril 2013   |
| 60   | Azzedine Aït Djoudi                         | juin 2013- juin 2014           |
| 61   | Hugo Broos                                  | juillet 2014 - octobre 2014    |
| 62   | François Ciccolini                          | octobre 2014 - janvier 2015    |
| 63   | Jean-Guy Wallemme                           | janvier 2015 - avril 2015      |
| 64   | Dominique Bijotat                           | août 2015 - mars 2016          |
| 65   | Kamel Mouassa                               | mars 2016 - octobre 2016       |
| 66   | Sofiene Hidoussi                            | octobre 2016 - février 2017    |
| 67   | Mourad Rahmouni Faouzi Moussouni            | février 2017 - septembre 2017  |
| 68   | Jean-Yves Chay                              | octobre 2017                   |
| 69   | Azzedine Aït Djoudi                         | octobre 2017 - janvier 2018    |
| 70   | Noureddine Saâdi                            | janvier 2018 - février 2018    |
| 71   | Youcef Bouzidi                              | février 2018 - juin 2018       |
| 72   | Franck Dumas                                | 2018 - 2019                    |
| 73   | Hubert Velud                                | juin 2019 - janvier 2020       |
| 74   | Yamen Zelfani                               | février 2020 - novembre 2020   |
| 75   | Youcef Bouzidi                              | novembre 2020 - janvier 2021   |
| 76   | Denis Lavagne                               | janvier 2021 - août 2021       |
| 77   | Henri Stambouli                             | août 2021 - octobre 2021       |
| 78   | Ammar Souayah                               | novembre 2021 - juin 2022      |
| 79   | José Riga                                   | juin 2022 - septembre 2022     |
| 80   | Abdelkader Amrani                           | septembre 2022 - décembre 2022 |
| 81   | Miloud Hamdi                                | décembre 2022 - mai 2023       |
| 82   | Youcef Bouzidi                              | mai 2023 - octobre 2023        |
| 83   | Rui Almeida                                 | octobre 2023 - janvier 2024    |
| 84   | Azzedine Aït Djoudi                         | janvier 2024 -avril 2024       |
| 85   | Abdelkader Bahloul Rabah Bensafi            | avril 2024 - juin 2024         |
| 86   | Abdelhak Benchikha                          | juin 2024 -janvier 2025        |
| 87   | Josef Zinnbauer                             | janvier 2025                   |

- Abdelaziz Ben-Tifour 
 (1970-1971)
- Ali Fergani 
 (1990-1991)
- Djamel Menad 
 entraineur-joueur 
 (1994-1996)
- Moussa Saïb 
 (2007-2008 et 2011)
- Meziane Ighil 
 (2011-2012)
- Hugo Broos 
 (Année 2014)
- Jean-Guy Wallemme 
 (Année 2015)
- Franck Dumas 
 (2018-2019)
- Hubert Velud 
 (2019-2020)